# Cryptocentrum escobarii
Cryptocentrum escobarii är en orkidéart som beskrevs av Germán Carnevali. Cryptocentrum escobarii ingår i släktet Cryptocentrum, och familjen orkidéer.
Artens utbredningsområde är Colombia. Inga underarter finns listade i Catalogue of Life.